# Valeska Suratt

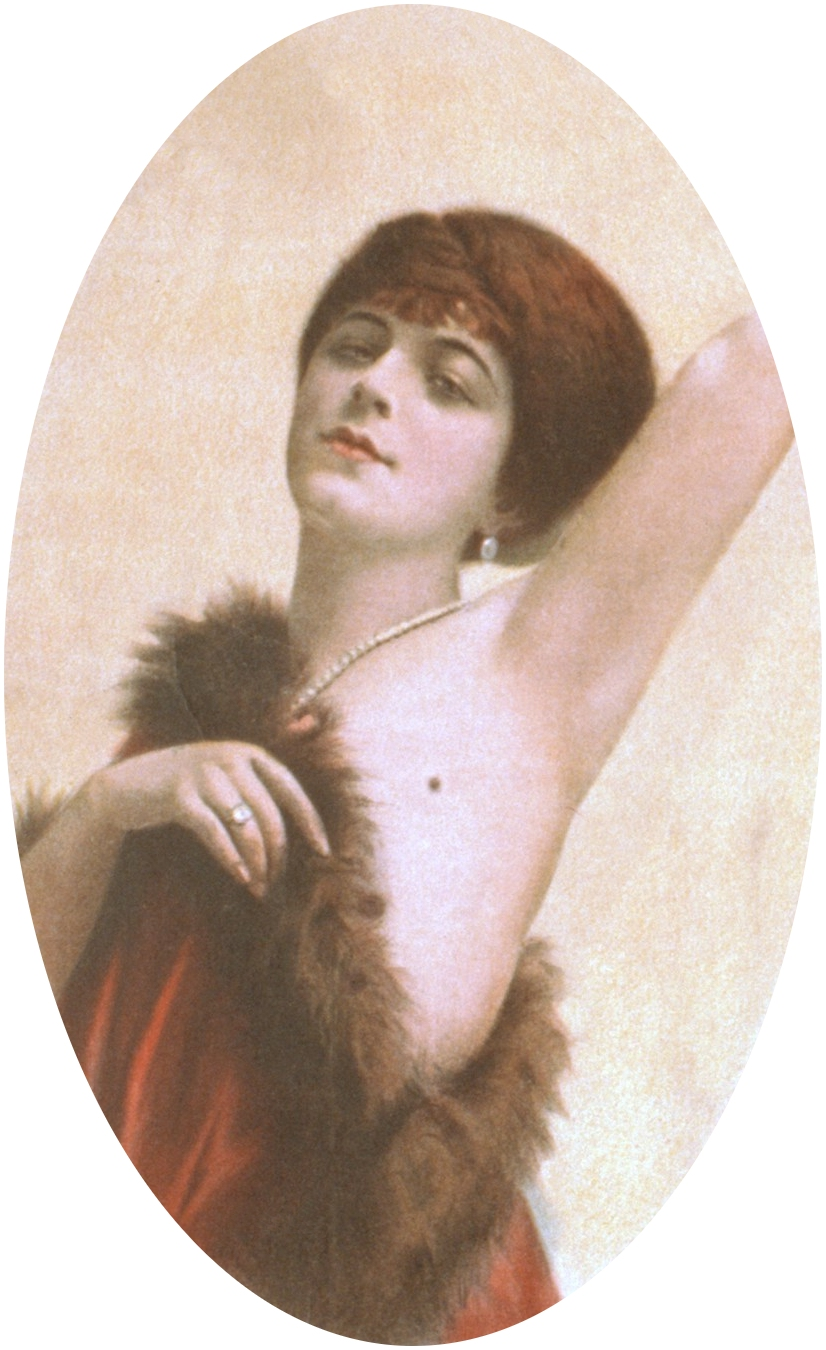
Valeska Suratt

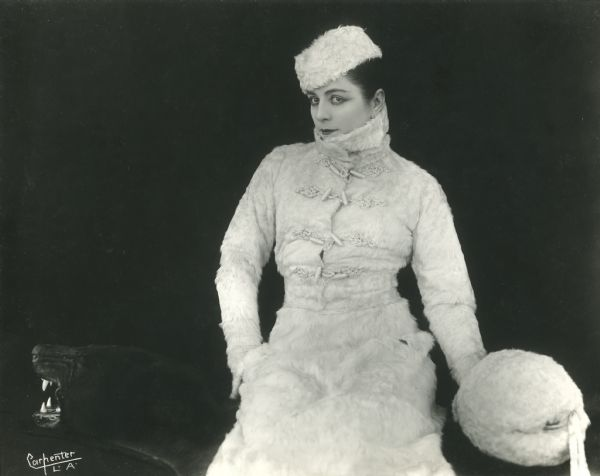
Fotografia publicitária por Gerald Carpenter, c. 1916.

Valeska Suratt (28 de junho de 1882 – 2 de julho de 1962) foi uma atriz de teatro e cinema norte-americana. Ao logo de sua carreira, Surrat apareceu em onze filmes mudos, todos dos quais são agora perdidos. Às vezes ela também foi creditada como Valeska Surratt.
Ela nasceu em 1882 na cidade de Owensville, Indiana, Estados Unidos. Faleceu a 1962, em Washington, D.C., nos Estados Unidos.

## Filmografia selecionada
- The Soul of Broadway (1919); filme perdido
- The Immigrant (1915); filme perdido
- The Straight Way (1916); filme perdido
- The Victim (1916); filme perdido
- The New York Peacock (1917); filme perdido
- She (1917); filme perdido
- The Slave (191)7; filme perdido
- The Siren (1917); filme perdido
- Wife Number Two (1917); filme perdido
- A Rich Man's Plaything (1917); filme perdido